# Onorina Tomasin-Brion
Onorina Tomasin coniugata Brion, e conosciuta come Rina Brion (Santa Giustina in Colle, 1919 – Milano, 2002) è stata un'imprenditrice e dirigente d'azienda italiana.

## Biografia
Nacque a Santa Giustina in Colle, in provincia di Padova, nel 1919, in una famiglia di commercianti del paese proprietaria di una merceria. Nel 1939, conobbe durante un viaggio in treno a Castelfranco Veneto, Giuseppe Brion, un operaio della Radiomarelli: entrambi avevano perso il treno. Onorina si innamorò subito e sposò Giuseppe nello stesso anno, che seguì stabilendosi con lui a Milano. Dal matrimonio con Giuseppe Brion ebbe due figli, Ennio e Donatella.
Arrivati in città, Giuseppe Brion decide di aprire un piccolo laboratorio in cui sistema apparecchi elettronici, con l'obiettivo di arrotondare le entrate della famiglia. Poco dopo Giuseppe lascia il suo lavoro di tecnico dipendente.
Nel 1945, assieme al marito e all'ingegner Leone Pajetta, fondò nel capoluogo meneghino la BPM (acronimo di Brion Pajetta Milano), ditta specializzata nella produzione di componenti elettronici ed elettrici per le radio, ma con i cambiamenti del mercato che sempre di più si avvicina al boom economico e quindi ad un consumo sempre più abbordabile anche per le classi più povere, l'azienda inizia a produrre anche apparecchi finiti, sia radiofonici che televisivi. 
Negli anni '50 l'azienda cambia il nome in Vega PB radio, intraprendendo come unica strada quella dei prodotti finiti. Onorina ha mansioni commerciali, si occupa di estendere il mercato e cerca di vendere i loro prodotti. Dopo qualche anno si decide di sbarcare anche sul mercato nascente dei televisori, l'operazione è possibile grazie all'acquisizione strategica di un'altra azienda specializzata: la Homelight, passo suggellato dalla nascita di una nuova azienda: la Radio Vega Televisioni, che da subito si dimostra una realtà di successo, tanto da riuscire ad attrarre tra i suoi clienti anche la RAI.
Negli anni '60 Pajetta abbandona l'azienda che rimane in mano ai soli coniugi Brion, e che per l'occasione cambia ancora nome diventando così Brionvega. In diverse interviste la signora Brion ha raccontato che, arrivato il momento di scegliere il nome dell'azienda, il solo cognome Brion "sembrava povero" e che, per impreziosirlo aveva pensato di associarci il nome di un astro, non uno comune, ma la stella più luminosa della costellazione della Lira.
L'azienda inizia un percorso di successo, e Onorina continua ad occuparsi della commercializzazione dei prodotti fino alla morte del marito, al seguito della quale Onorina diventa amministratore delegato dell'azienda e ne prende le redini insieme al figlio Ennio Brion.
Le radio e i televisori prodotti da Brionvega, destinati ad una nicchia di mercato, ebbero un grande successo commerciale in tutto il mondo e divennero noti per il loro particolare design. Vi lavorarono i migliori designer dell'epoca come Marco Zanuso, Richard Sapper, i fratelli Achille e Pier Giacomo Castiglioni, Mario Bellini e Franco Albini, assistiti da una squadra di progettisti specializzati. Anche sotto la sua gestione, l'azienda proseguì per tutti gli anni settanta il suo percorso di crescita ed espansione.
L'azienda ha creato prodotti riconosciuti oggi a livello internazionale come pezzi della storia del design, come ad esempio la Radio Cubo ed il televisore portatile Algol, oggi esposto all'interno del MOMA di New York. I prodotti Brionvega sono esposti in collezioni permanente anche al Louvre, e hanno rappresentato l'Italia nelle esposizioni Mondiali di Montereal nel 1967 ed Osaka (1970) .

### Innovazioni sociali sul lavoro
Onorina Brioni ha impostato la gestione della sua azienda sul modello di Olivetti, che vede l'attenzione per il benessere dei dipendenti come pietra miliare dell'ecosistema produttivo. Introduce la parità salariale tra uomini e donne, spazi pensati per il benessere degli operai, divise e postazioni ed armadietti che possano facilitare il lavoro e contribuire a rendere lo stabilimento un posto sereno. è tra le prime imprenditrici a pensare a un sistema di benefit come ad esempio l'uso libero del telefono dell'azienda, e a strutturare una mensa per gli operai.
La fabbrica ha fin da subito la vocazione di essere una fabbrica - comunità, non solo un luogo di lavoro ma uno spazio da vivere per chiunque ne è parte, è proprio questa aspirazione a innescare grandi benefici nei lavoratori ma anche nelle famiglie, e soprattutto nella società del paese.
Prima donna italiana ad amministrare un'impresa operante nel settore elettronico, fu anche una delle prime ad essere insignita dell'onorificenza di Cavaliere del Lavoro, nel 1972. La vedova Brion ottenne altri riconoscimenti, quali il Premio Dalla Gavetta (1973), il Premio Nazionale Umberto Biancamano e l'Ambrogino d'oro (1981). Fu consigliere di amministrazione della Banca Cattolica del Veneto e vicepresidente della sezione lombarda della Federazione Nazionale dei Cavalieri del Lavoro.

### vita sociale e immaginario collettivo
Nonostante le bellissime sedi di Milano e Asolo, Onorina amava lavorare dalla sua residenza a Cortina, che oltre ad essere luogo privilegiato del suo impegno lavorativo era anche il fulcro della sua vita sociale. Le sue cene e le sue feste erano celebri per l'elite dell'epoca, che le considerava dei veri e propri momenti di aggregazione immancabili per la creme della società. Onorina era una host impeccabile e amava circondarsi di personalità di spessore. Onorina Brion era anche amante della cucina e dell'arte, collezionista di bambole di porcellana e opere di diversa natura.

### Morte e tomba Brion
È morta nel 2002, ed è sepolta assieme al marito nella Tomba Brion presso il cimitero di San Vito d'Altivole, in provincia di Treviso, che ella stessa fece costruire commissionandola all'architetto Carlo Scarpa. La tomba Brion è stata recentemente inserita tra i beni FAI, per il suo valore artistico e culturale ed è attualmente meta di turismo artistico grazie all'azione di Scarpa, tra i più importanti esponenti dell'architettura moderna italiana. Sull'epigrafe di Onorina è stata fatta scrivere solamente la data di nascita come da lei stessa richiesto prima di morire. La tomba è visitabile liberamente durante le giornate dell'ambiente FAI, ed è stata più volte citata da critici dell'arte e programmi sul tema.